# Oșlobeni
Oșlobeni – wieś w Rumunii, w okręgu Neamț, w gminie Bodești. W 2011 roku liczyła 960 mieszkańców.